# Guibourtia hymenaefolia
Guibourtia hymenaefolia là một loài thực vật có hoa trong họ Đậu. Loài này được (Moric.) J.Leonard miêu tả khoa học đầu tiên.